# Rudolf Hoss
Rudolf Franz Ferdinand Hoss (en alemán Höß) (Baden-Baden, 25 de noviembre de 1901-Auschwitz, 16 de abril de 1947) fue un criminal de guerra nazi con el rango de Obersturmbannführer (teniente coronel) de las SS (Schutzstaffel) y las Waffen-SS. Como comandante del campo de concentración y exterminio de Auschwitz, ocupó un lugar destacado en el genocidio de judíos europeos.
Afiliado al Partido nazi en 1922, se unió a las SS en junio de 1934 y comenzó su carrera en el sistema de campos de concentración nazis en noviembre del mismo año. Fue comandante de los campos de concentración y exterminio de Auschwitz-Birkenau, el complejo más grande del sistema, desde el 1 de mayo de 1940 hasta el 1 de diciembre de 1943, y nuevamente entre mayo y septiembre de 1944, tiempo durante el cual la deportación masiva de judíos húngaros llevó la maquinaria de genocidio a su clímax. 
Nazi convencido, demostró no solo la total obediencia a las órdenes de Heinrich Himmler en cuanto al exterminio de los judíos, sino también una iniciativa para aumentar las capacidades de exterminio de Auschwitz, en particular mediante el uso del Zyklon B en un conjunto de cámaras de gas.
Fue arrestado por las tropas británicas el 11 de marzo de 1946. Testificaría en los juicios de Núremberg, luego fue juzgado por el Tribunal Nacional Supremo de Polonia del 11 de marzo al 2 de abril de 1947. Condenado a muerte, fue ejecutado en la horca el 16 de abril de 1947 en el mismo escenario de sus crímenes, Auschwitz. 
Sus memorias, tituladas El comandante de Auschwitz, popularizadas en Francia por la pseudobiografía del escritor Robert Merle en la novela La muerte es mi profesión, constituyen un documento histórico de reconocida importancia para la comprensión de la Shoah, del universo de los campos de concentración.

## Primeros años
Proveniente de una familia profundamente católica y acomodada, nació el 25 de noviembre de 1901 en Baden-Baden. Pasó los primeros seis años de su vida en una región aislada cerca de esa ciudad, al borde de la Selva Negra. A los siete años, su familia se mudó a las afueras de Mannheim, pero también en las afueras del pueblo. Su padre, Franz Xaver Hoss, antes de embarcarse en actividades comerciales había servido para el Deutsches Heer en África Oriental Alemana, que lo hizo permanecer poco tiempo en Baden-Baden: crio a su hijo con disciplina militar y pensaba destinarlo a una carrera eclesiástica, aunque en la adolescencia Rudolf fue gradualmente perdiendo la fe. En su autobiografía, caracterizó sus años de infancia por tres elementos: una piedad profunda, el hábito de no exteriorizar sus sentimientos y la sumisión total a las órdenes de todos los adultos. Además, se definió a sí mismo como un niño muy solitario, que «nunca tuvo una verdadera intimidad con sus padres o sus [dos o tres] hermanas». Su infancia transcurrió sin problemas de salud, aparte del sarampión que tuvo muy temprano; su formación académica era limitada y sus resultados regulares.
Su padre murió repentinamente en 1914 de un paro cardíaco, poco después del estallido de la Primera Guerra Mundial; cuando los heridos evacuados del frente acudieron a Mannheim, obtuvo el permiso de su madre para unirse a la Cruz Roja como socorrista. En 1916, sin que su madre lo supiera y abandonando la educación católica de su familia, se unió al regimiento en el que habían servido su padre y su abuelo; después de un corto período de entrenamiento, fue enviado al frente en Turquía, Palestina y luego Irak. A los diecisiete años, era uno de los suboficiales más jóvenes del ejército alemán y fue condecorado con la Cruz de Hierro de primera clase. Su madre murió en 1917, a la edad de treinta y nueve años, mientras él estaba en el frente.
Desde su infancia, no era muy sociable, prefería caminatas solitarias y la compañía de animales a la de otras personas. Se distanció de la educación católica que su madre trató de inculcarle. A los dieciséis años se alistó en el Deutsches Heer y sirvió durante la Primera Guerra Mundial en el Frente del Oriente Próximo; fue condecorado con la Cruz de Hierro. Al finalizar el conflicto se unió a los Freikorps; en 1924 fue sentenciado a diez años de prisión por el asesinato de un activista populista völkisch.

## Militancia política
En 1919, después de la Primera Guerra Mundial, se unió al Freikorps de Gerhard Roßbach, con 3000 efectivos, y luchó contra los comunistas en la región del Ruhr, la Alta Silesia y los países bálticos. De 1921 a 1923, trabajó como aprendiz agrícola en Silesia y Schleswig-Holstein. Se unió al Partido Nacionalsocialista Obrero Alemán (NSDAP) en noviembre de 1922.
El 31 de mayo de 1923, participó, junto a Martin Bormann, en el asesinato del militante populista Walter Kadow, sospechoso de haber entregado a las tropas de ocupación francesas al activista nacionalista Albert Leo Schlageter, a quien había conocido en el Freikorps. El 10 de marzo de 1924, fue sentenciado a diez años de prisión, pero fue liberado en 1928, luego de una amnistía para presos políticos. Tras su liberación, trabajó en granjas y propiedades en Mecklemburgo y Brandeburgo, como gerente, y se unió a la Liga Artaman, una organización en la que también era miembro Heinrich Himmler; fue en este momento cuando conoció a su futura esposa, Hedwig Hensel, con quien se casó en 1929, tres meses después de su primer encuentro. En junio de 1934, abandonó la agricultura y se unió a las SS, según él por petición de Himmler, quien se había enterado de él por su iniciativa de crear un pelotón de jinetes en las SS.

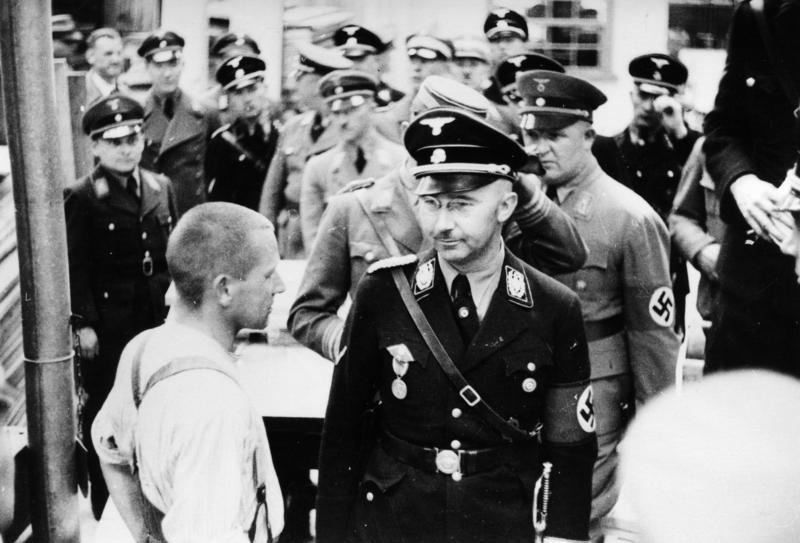
Himmler de visita en el campo de concentración de Dachau.

En noviembre, llegó a Dachau y comenzó su carrera en el sistema de campos de concentración nazis. Fue en Dachau que aprendió la «filosofía esencial de las SS», desarrollada por Theodor Eicke y centrada en la dureza hacia los prisioneros. Según Laurence Rees, «al aprender a suprimir emociones como la compasión y la piedad, Hoss integró un sentimiento de hermandad que también era muy fuerte en las SS». También fue en esta ocasión que «aprendió otra importante lección que tendría consecuencias en Auschwitz [...] y es que observó que los prisioneros apoyaban mejor su encarcelamiento porque las SS les permitían trabajar». «Miembro modelo de las SS», fue ascendido a Rapportführer, primer asistente del comandante del campo, luego fue nombrado teniente y trasladado a Sachsenhausen, como jefe de la guardia.
En abril de 1940, la Inspección de Campos de Concentración le ordenó presidir una comisión encargada de estudiar la posibilidad de crear un campo de concentración en Auschwitz: esta comisión emitió una opinión favorable que fue enviada a Himmler.

## Comandante de Auschwitz

### Creación y extensión del campo de concentración

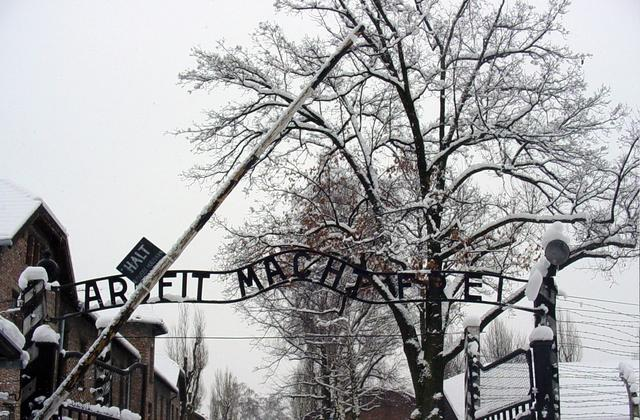
Entrada a Auschwitz I con la inscripción Arbeit macht frei («El trabajo libera»).

Richard Glücks, que sucedió a Theodor Eicke como inspector de campos de concentración, nombró a Hoss comandante del nuevo campo de Auschwitz, cuya creación se decidió el 27 de abril de 1940. El 1 de mayo llegó al sitio con un puñado de guardias de las SS, seguido el 20 de mayo por los primeros internos, treinta delincuentes comunes transferidos de Sachsenhausen para cumplir la función de Kapo. Después de un refuerzo de la guardia por parte de ciento veinte efectivos de las SS provenientes en particular de los campos de Buchenwald, Dachau y Flossenburg, el 14 de junio fueron recibidos 728 prisioneros políticos polacos. Al igual que en Dachau y Sachsenhausen, Hoss colocó en la puerta de entrada del campo el lema Arbeit macht Frei («El trabajo os hace libres»). A partir del 18 de junio, solicitó al gerente de construcción un informe semanal sobre el progreso del trabajo destinado a abastecer con agua potable al campamento, evacuar las aguas residuales y drenar las marismas.
En septiembre, Oswald Pohl le ordenó aumentar la capacidad del campamento agregando un piso a los edificios existentes, a fin de desarrollar trabajos forzados en las canteras de arena y grava cercanas. En noviembre, tuvo una entrevista con Himmler en la cual los hablaron de los proyectos de desarrollo del campamento, como parte de experimentos agrícolas. «A finales de 1940, Hoss había establecido muchas de las estructuras y principios básicos que gobernarían la operación del campamento durante los próximos cuatro años». «Para evitar las fugas, su política de Hoss era simple: represión brutal». Si los fugitivos, la mayoría polacos, no eran capturados, Hoss hacía internar sus familias o seleccionar diez detenidos del bloque del que procedía el fugitivo para dejarlos morir de hambre en los sótanos del Bloque 11, la prisión del campo, en «una muerte lenta y atroz». Promovido a Sturmbannführer el 30 de enero de 1941, se vio rápidamente abrumado por la expansión del campamento principal (Stammlager) en Auschwitz I; por lo que tuvo que delegar en sus asistentes la construcción del campo de Birkenau (Auschwitz II), inicialmente destinado al internamiento de prisioneros de guerra soviéticos.
Himmler hizo su primera visita a Auschwitz el 1 de marzo; durante esto, dio la orden a Hoss de iniciar trabajos que permitieran internar 30 000 nuevos prisioneros y la construcción de una fábrica de caucho sintético, para IG Farben, en el sitio de Monowitz-Buna, también conocido en el nombre de Auschwitz III. «Aunque era dócil hacia Himmler, Höss era muy consciente [...] de la dificultad de implementar la nueva visión de su maestro: durante un viaje en automóvil con el Reichsführer y Erich von dem Bach-Zelewski, se quejó, sin resultado, de la falta de materiales de construcción y personal». Después de intentar paliar la escasez de materiales, «arrasando la campiña para robar alambre de púas», pidió durante una reunión con representantes de IG Farben, el 27 de marzo, el apoyo de la empresa para los trabajos de ampliación del campo de concentración. Los delegados de la compañía química acordaron estudiar la posibilidad de ayudar al campamento y acordaron con él el dinero a pagar a las SS por la explotación de mano de obra de los prisioneros y el suministro de grava.

### Cámaras de gas

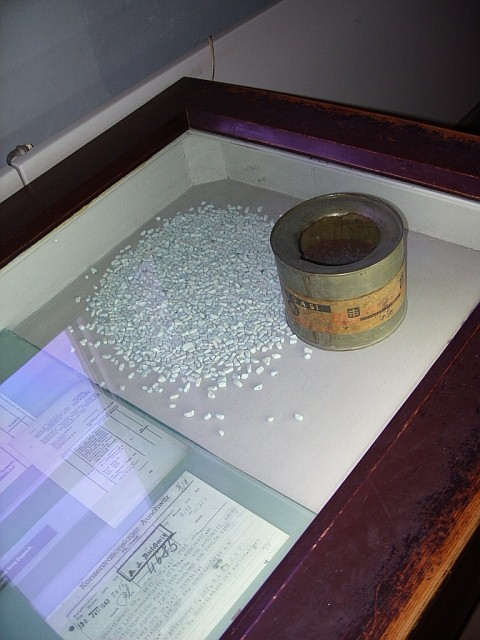
Contenedores de Zyklon B en exhibición en Auschwitz.

A finales de agosto o principios de septiembre de 1941, en ausencia de Hoss, su asistente Karl Fritzsch realizó las primeras pruebas de las cámaras de gas de Zyklon B con los prisioneros de guerra rusos, en el sótano del Bloque 11; a su regreso, asistió a los siguientes gaseados y se declaró «aliviado» por este nuevo método de exterminio. Se descubrió que el sótano del Bloque 11 no se adaptaba bien a las cámaras de gas, por lo que fueron transferidas, de enero a mayo de 1942, a la morgue del crematorio de Auschwitz I; a finales de abril, se decidió transferirlas nuevamente, esta vez a Birkenau.
A finales de mayo, eligió una pequeña casa de campo ubicada en el borde del bosque de abedules de Birkenau (la «casa roja» o búnker 1) como el nuevo sitio de exterminio: después de un poco de trabajo, este lugar podía gasear entre trescientas y cuatrocientas personas a la vez. «Durante el últimos semestre de 1941 y el primero de 1942, Hoss se había dedicado a innovar: lejos de contentarse con seguir órdenes, tomó iniciativas para aumentar las capacidades de exterminio en Auschwitz». A principios de 1942, fue convocado a Berlín, donde Himmler le informó que Auschwitz había sido elegido como centro de exterminio para los judíos debido a su favorable situación ferroviaria y la inminente construcción de un crematorio que permitía la incineración de 1440 cuerpos por día: el asesinato en masa debía comenzar el 1 de julio. Las instalaciones del búnker 1 no permitían ejecuciones a gran escala, por lo que improvisó una solución al instalarlo en otro recinto (la «casa blanca» o búnker 2) cuatro cámaras de gas, con una capacidad total de quinientas personas, que estuvieron operativas a fines de junio. Enfrentando circunstancias particulares, además de la extrema urgencia y una gran libertad, Hoss innovó y especialmente implementó la selección de deportados condenados a muerte inmediata, sistema que se hizo común en el verano de 1942.
Himmler volvió a Auschwitz el 17 de julio y fue testigo, en silencio, del exterminio de judíos deportados de los Países Bajos. Por la noche, participó en una cena organizada en su honor; según Hoss, Himmler, «de excelente humor, habló de todos los posibles temas que se plantearon durante la conversación. [...] Bebió unos vasos de vino tinto y fumó, algo que normalmente no hacía. Todos quedaron encantados con su buen humor y su brillante conversación». Unos días más tarde, Himmler le ordenó extraer todos los cadáveres de las fosas comunes, quemarlos y esparcir sus cenizas, para hacer imposible cualquier estimación del número de víctimas; también le exigió aumentar la capacidad del campamento a 200 000 personas. Satisfecho con el trabajo de Hoss, le otorgó una nueva promoción al rango de Obersturmbannführer.
En julio y agosto, el complejo de Auschwitz se vio afectado por una grave epidemia de tifus, que intentó ocultar a sus jerarcas; los crematorios no eran suficientes para incinerar a los miles de víctimas de la enfermedad, que fueron enterradas en fosas comunes en Birkenwald, lo que contaminó la capa freática. Ordenó que los cuerpos fuesen desenterrados y cremados a la intemperie; como las SS de Auschwitz no tenían experiencia en esto, el 16 de septiembre se dirigió a Łódź con dos de sus asistentes para visitar una «instalación especial» (Sonderanlage) de cremación al aire libre, dirigida por Paul Blobel. La técnica utilizada por Blobel fue adaptada a Auschwitz: bajo la vigilancia de veinte a treinta SS, trescientos prisioneros judíos desenterraron y quemaron 50 000 cadáveres, entre el 21 de septiembre y finales de noviembre.
En la noche del 13 al 14 de marzo de 1943, entró en funcionamiento la cámara de gas en la morgue en el sótano del crematorio II en Birkenau: 1492 judíos considerados no aptos para trabajo y deportados del gueto de Cracovia fueron gaseados allí en el primer grupo, usando 6 kg de Zyklon B.

### Vida cotidiana

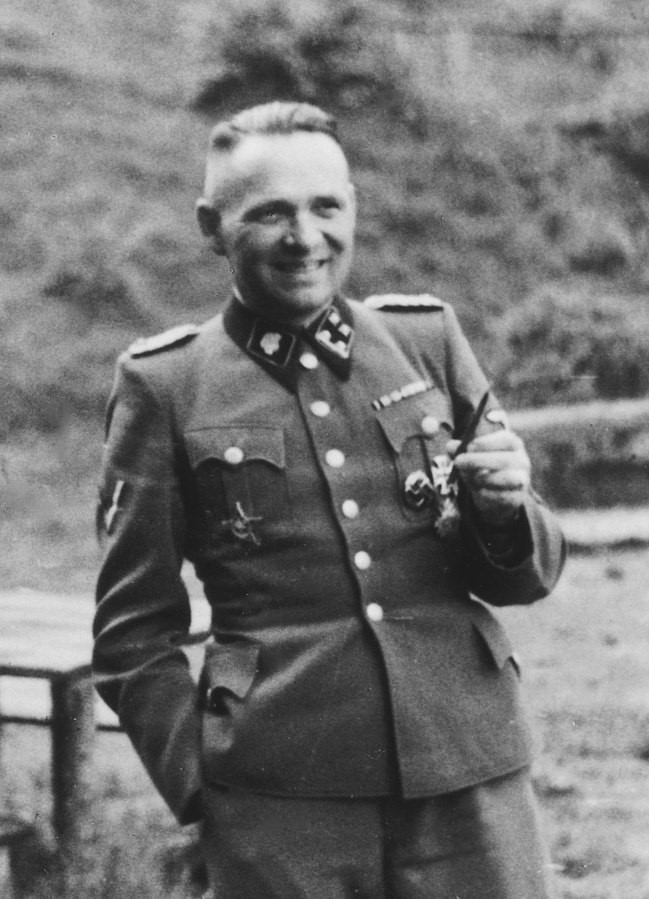
Hoss en el campo de concentración y exterminio de Auschwitz.

De 1940 a 1943, vivió en Auschwitz, con su familia, con cierta comodidad. Excelentes comidas, buenos vinos, cigarros y café se servían en su mesa. Tenía en el campo de concentración una residencia de diez habitaciones, sin contar baños y cocinas, y dos sirvientes, internados por su pertenencia a los testigos de Jehová o «Estudiantes de la Biblia» (Bibelforscher). Apasionado por los caballos, tenía establos privados, mejor acondicionados que las barracas de los prisioneros, donde se alojaban soberbios media sangre de Schleswig-Holstein. Su relación con su esposa aparentemente no tenía problemas y se veía felizmente casado en los cuatro años que pasó en Auschwitz; a lo sumo, declaró a Gustave Gilbert, que después de haberle revelado a su esposa la naturaleza exacta de sus actividades, rara vez tenían «deseos carnales». Para disgusto de su esposa, una buena cocinera y que nunca fue miembro del NSDAP, prestaba poca atención a la comida. La educación de los cinco hijos de la pareja la dirigía principalmente la esposa de Hoss. Para él, no existía contradicción fundamental entre su función en Auschwitz y la felicidad familiar, pero vivió este período sintiéndose agotado por el trabajo, frustrado por sus éxitos a medias, su cansancio y por la incompetencia de su personal y los problemas del servicio.

## Administración central de los campos de concentración y regreso a Auschwitz
En el último trimestre de 1943, una investigación interna de las SS reveló una corrupción generalizada en Auschwitz, en la que Hoss parecía estar involucrado. También era sospechoso de tener como amante a una presa política de origen austríaco. A pesar de su deseo de mantener sus funciones y el apoyo que Bormann le brindó, fue relevado de su cargo por orden de Himmler; en una orden que se presentó como una promoción, fue transferido a la Oficina Económica y Administrativa Central de las SS (SSWHA). Poco antes de su partida tenía un burdel establecido en el campo de concentración que estaba reservado para prisioneros cuidadosamente seleccionados que estaba prohibido para judíos.
En noviembre se unió a las oficinas de la SSWHA en Uraniemburgo y dejó a su familia en Auschwitz. Bajo autoridad directa de Richard Glücks devino en jefe de la Oficina I (sección política) de la sede central en Berlín. Sus funciones consistían en la inspección de campos de concentración, a excepción de los ubicados en Rusia y Ucrania; de esta manera era responsable de «supervisar todos los campos de concentración, las administraciones, las liberaciones y los castigos, los exterminios, las transacciones con la RSHA y los expedientes de los detenidos; en resumen, todo lo que sucedía en los campos de concentración». A finales de 1943, obtuvo seis semanas de licencia por exceso de trabajo y agotamiento; se retiró en solitario a un chalet de montaña, mientras su esposa estaba en la fase final del embarazo de su último hijo.

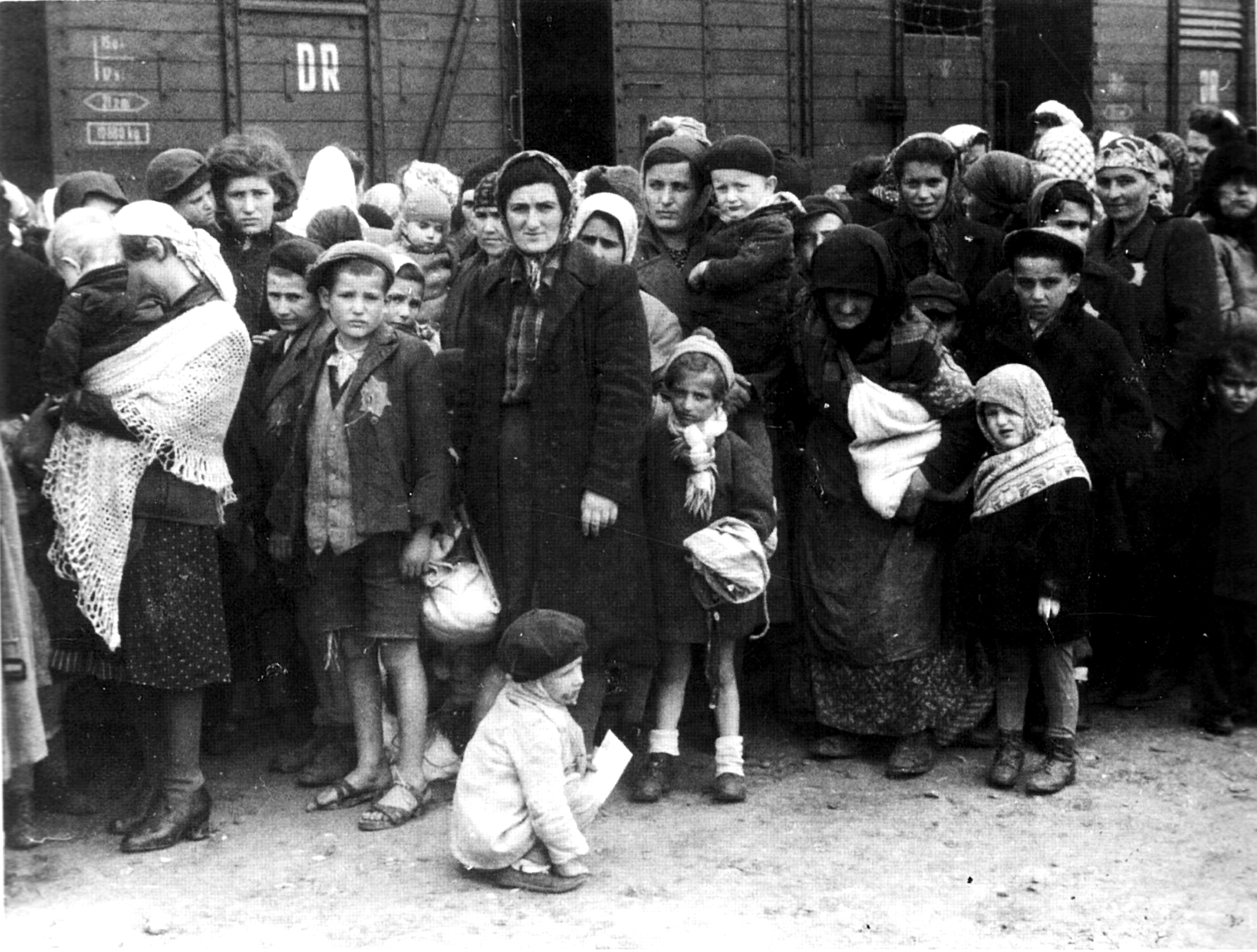
Judíos húngaros en la rampa de selección en la primavera-verano de 1944.

Recordado, el 8 de mayo de 1944, en Auschwitz por organizar el exterminio de judíos deportados de Hungría, asumió el mando del campo de concentración y tuvo la intención de remediar la falta de eficiencia y «dureza real» de su sucesor Arthur Liebehenschel, quien le había asegurado que tenía éxito en noviembre de 1943. Al día siguiente a su regreso al campamento ordenó acelerar los preparativos para la llegada de judíos húngaros: la línea ferroviaria principal se extendió 2 km más para llegar directamente a la rampa de selección, ubicada a cien metros de los crematorios II y III. Para eliminar los cientos de miles de cuerpos, dio la orden de reparar inmediatamente el crematorio V y cavar hoyos para quemar los cadáveres allí. Elevó el número de gaseados a un nivel sin precedentes: en ocho semanas, 320 000 judíos fueron asesinados, llegando a un máximo de 10 000 ejecuciones por día. En medio de la matanza, Oswald Pohl realizó una visita de inspección en Auschwitz el 16 de junio de 1944: durante esto, Hoss le pidió permiso para liquidar a los cíngaros, «es decir, extraer a los aptos para trabajo y gasear al resto»: la operación se llevó a cabo en la noche del 2 de agosto. Su acción en el genocidio de los judíos húngaros —en la llamada «Acción Húngara», Ungarnaktion— le valió la condecoración con la Cruz al Mérito de Guerra de primera y segunda clase; regresó a Berlín el 29 de julio.
A finales de 1944 fue enviado a Bergen-Belsen, donde intentó, sin resultado, poner fin a una epidemia de tifus. Según Jean-Claude Pressac, en enero de 1945 trató infructuosamente de regularizar las evacuaciones por la enfermedad en los campos de Auschwitz y Gross-Rosen y atenuar su mortífera brutalidad; después fue responsable de las evacuaciones de los campos de Sachsenhausen y Ravensbrück, en las que supuestamente pidió a la Cruz Roja Alemana que abasteciera a los detenidos, mientras le negaba el acceso a los campos.
A mediados de marzo de 1945, por orden de Himmler, realizó un recorrido de inspección por varios campos de concentración, especialmente con Pohl y Enno Lolling, para «examinar las regulaciones vigentes, higiene, organización del trabajo, etc.». En 1946 afirmó que también le había ordenado que verificara «que se hizo todo lo posible para mantener a los prisioneros judíos [sobrevivientes] con vida y buena salud».

## Arresto, juicio y ejecución
Durante la capitulación alemana, se encontraba en Flensburgo, donde también estaba presentes Richard Glücks y Heinrich Himmler. Fue detenido por las tropas británicas, vistiendo uniforme de la Kriegsmarine, pero no pudieron identificarlo y lo soltaron. Después de la liberación del campo de Bergen-Belsen y el interrogatorio de los sobrevivientes, los británicos se dieron cuenta de la importancia de Auschwitz y el rol de Hoss: los servicios de inteligencia militar buscaron a su familia, la cual localizaron y sometieron a vigilancia. Hedwig Hoss fue arrestada el 8 de marzo de 1946 y al amenazada con ser deportada a Siberia con sus hijos reveló que su marido vivía en una granja cerca de Flensburgo; siguiendo esta información, fue capturado el 11 de marzo. Fue duramente golpeado en su arresto por soldados liderados por el germano judío Hanns Alexander. Hoss fue llevado a Heide donde nuevamente fue sometido a malos tratos y se le impidió dormir tres días. Aunque la confesión de ocho páginas que escribió el 14 de marzo pudo haber influido este abuso, no la negó después.

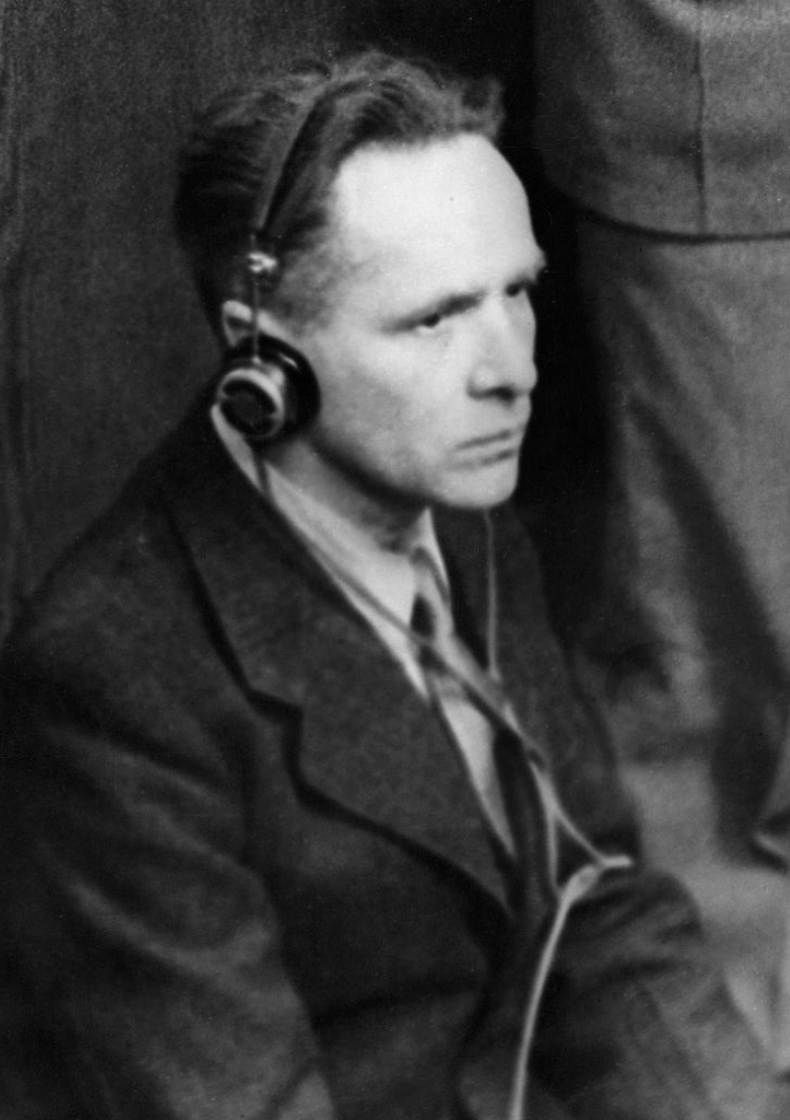
Hoss en los juicios de Núremberg.

Durante los juicios de Núremberg, compareció como testigo en la revisión de los cargos de crímenes contra la humanidad; a diferencia de Otto Ohlendorf y Dieter Wisliceny, convocados por la fiscalía, la defensa lo citó, en este caso a petición del abogado de Ernst Kaltenbrunner, quien tenía la intención de demostrar que no había desempeñado un rol en la «solución final». Hoss testificó el 15 de abril y confirmó el contenido de su declaración jurada del 14 de marzo y la realizada en Núremberg el 5 de abril. Insistió en que sus órdenes venían directamente de Himmler y que era un «asunto de Estado»; estimó que el número de víctimas asesinadas en Auschwitz era de 2 500 000 a 3 000 000 de personas. El testimonio conmocionó a los principales acusados: Hermann Göring y Karl Dönitz pensaban que un prusiano nunca se dejaría llevar a tales extremos; para Hans Frank, «ese fue el momento vergonzoso de todo el juicio, que un hombre dijo con su propia boca que había exterminado a sangre fría a 2 500 000 de personas. Esto es algo de lo que hablaremos en mil años». En cuanto a Alfred Rosenberg, creía que le jugaron un «mal truco» al ponerlo en una posición muy difícil para defender su filosofía. Para Arthur Seyß-Inquart, el testimonio de Hoss demostró que aunque «existe un límite en el número de personas que se pueden asesinar por odio o por el placer a la masacre, [...] no lo hay en el número de personas que se pueden matar, de manera fría y sistemática, en nombre del imperativo militar categórico». «El inconveniente [del testimonio de Hoss en Núremberg], que se revelaría mucho más tarde, fue una gran exageración en el número de víctimas, cuyos negadores algún día se alborotarían: afirmó que Auschwitz había visto morir a dos millones y medio de deportados, lo que Robert Faurisson y sus seguidores debían aprovechar para sembrar la confusión».
Entregado a las autoridades polacas, compareció ante el Tribunal Nacional Supremo de Polonia del 11 de marzo al 2 de abril de 1947. Durante su juicio, «fue un acusado modelo, respondiendo breve y precisamente las preguntas que se le formularon, sin inhibirse sobre sus superiores o inferiores. Reconoce sus actos sin fanfarronadas, a diferencia de Göring en Núremberg; sin quejarse ni como Ribbentrop o Hans Frank. Pero nunca midió genuinamente su horror insondable, como si el sentido moral ordinario le hubiera fallado para siempre». Para defenderse, comparó el exterminio de los judíos en Auschwitz y los bombardeos aliados de las ciudades alemanas; trató de justificar sus acciones por la necesidad de obedecer las órdenes. Sobre este punto, Laurence Rees subrayó que Hoss no estaba satisfecho con seguir órdenes a ciegas, sino que mostró un gran ingenio para aumentar las capacidades de exterminio en Auschwitz; también señala que cuando no estuvo de acuerdo con Himmler, no se lo hizo saber: «A diferencia de aquellos que cometieron crímenes bajo Stalin, Hoss nunca debió actuar por temor a un terrible castigo si desafiaba una orden. Se unió a las SS porque se adhirió profundamente a la visión general de los nazis».

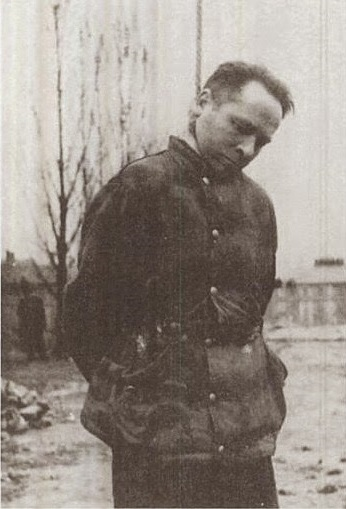
Fotografía de su ejecución en la horca.

Condenado a muerte, fue ejecutado en la horca el 16 de abril de 1947, cerca del crematorio del campo de Auschwitz I y de la casa que ocupó con su familia durante los años que estuvo allí. Según Laurence Rees, su ejecución se pospuso un día debido a la presencia de una multitud de varios miles de personas, la mayoría de ellos exdetenidos, lo que generó preocupaciones a las autoridades polacas; Hoss subió al cadalso sin decir una palabra y lo ahorcaron frente a un puñado de testigos.
En total, en noviembre de 1947 el Tribunal Nacional Supremo de Polonia juzgó a cuarenta oficiales y guardias del campo; veintitrés de ellos fueron condenados a muerte, incluidos Hoss, Arthur Liebehenschel y Hans Aumeier. Este juicio fue seguido, casi veinte años después, por los Juicios de Auschwitz celebrados en Fráncfort entre diciembre de 1963 y agosto de 1965; en ellos, de los veintidós acusados, diecisiete fueron condenados, seis de ellos a cadena perpetua —la pena máxima contemplada en la legislación de la República Federal Alemana—; casi el 85 % de los efectivos las SS que sirvieron en Auschwitz y sobrevivieron a la guerra nunca fueron condenados.

## Aspectos psicológicos
Durante los juicios de Núremberg, uno de los psiquiatras estadounidenses, Leon Goldensohn, tuvo frecuentes entrevistas con él y buscó establecer su perfil psicológico. Cuando le hizo una pregunta directa sobre su posible sentimiento de culpa, Hoss le respondió: «Ahora él [en tercera persona] se da cuenta de que no era bueno» y «que hasta la capitulación pensó que había cumplido las órdenes correctamente [...] Pero que, después de la rendición, llegó a la conclusión de que el exterminio de los judíos no era como le habían dicho y que hoy se siente tan culpable como todos los demás». Hoss agregó que «había otros más culpables que yo, en especial aquellos que me dieron las órdenes, que no fueron los buenos». Cuando el psiquiatra trató de averiguar si se veía a sí mismo como un tipo duro y sádico, respondió que «se volvió duro cuando ejecutó esas órdenes» y que nunca «había dado muestras de ternura, ya sea disparando a personas o matándolas en cámaras de gas». Añadió que «nunca golpeó a ningún detenido y que se las arreglaba para cambiar a los guardias que se mostraban violentos con los presos».
Otro miembro del equipo estadounidense, el psicólogo Gustave Gilbert, también habló con él durante el juicio. En una de las entrevistas, Hoss se describió a sí mismo como un hombre «que siempre se ha sentido mejor solo, que nunca ha tenido relaciones amistosas o ni estrechas con nadie, ni siquiera en su juventud, que nunca tuvo un amigo y que nunca sintió la necesidad de tener amigos». Cuando Gilbert quiso saber cuántos deportados habían sido asesinados en Auschwitz y cómo los había exterminado, Hoss le explicó cómo gasearlos, de manera realista, con una voz tranquila y apática. A la pregunta sobre la orden de exterminio dada por Himmler, respondió «que la idea de negarse a ejecutar una orden ni siquiera se le ocurrió» y que «Himmler la había exigido e incluso le había explicado la necesidad de ello y, que en resumen, nunca se preguntó si estaba mal, que simplemente le parecía una necesidad». Gilbert finalmente llegó a la conclusión de que Hoss «daba la impresión general de un hombre intelectualmente normal, pero con una apatía esquizofrénica, una insensibilidad y una falta de energía que difícilmente podría encontrar más desarrollada en un franco psicópata».
Para Primo Levi, Hoss «era un hombre vacío, un idiota callado y ansioso que se esforzaba por llevar a cabo las iniciativas bestiales que se le confiaron con el mayor cuidado posible y aparentemente encontró en esta obediencia una satisfacción total de sus dudas y sus preocupaciones».
En las últimas páginas de su autobiografía, reafirmó su apego a la doctrina filosófica del nacionalsocialismo, «la única apropiada para la naturaleza del pueblo alemán», y a la de las SS, «capaz de devolver gradualmente a todo el pueblo alemán a una vida conforme a su naturaleza». Terminó su obra sintiéndose incomprendido: «Dejé que el gran público continúe considerándome como una bestia feroz, un sádico cruel, como el asesino de millones de seres humanos: las masas no pueden tener ninguna otra idea del excomandante de Auschwitz. Nunca entenderán que yo también tuve un corazón [...]».

## Autobiografía
Leer el libro de Hoss siempre me causa mucha inquietud. [...] Tan pronto como leo o copio tales oraciones, siento algo como náuseas surgiendo dentro de mí. Ninguno de los otros libros de los que estoy hablando aquí me da esa fuerte impresión. ¿A qué se debe? Sin duda en la conjunción de varios factores: la magnitud del crimen, la ausencia de arrepentimientos genuinos por parte del autor y todo lo que me incita a identificarme con él y a compartir su manera de ver. […] Al leer, acepto compartir con él este rol de mirón de la muerte y me siento sucio.
Tzvetan Todorov (1994).

Escribió una autobiografía durante su detención en la prisión de Cracovia y a la espera de su juicio, la cual fue publicada en 1958 con el título El comandante de Auschwitz (Commandant of Auschwitz). En una nota de advertencia de la edición francesa, el Comité Internacional de Auschwitz enfatiza que «fue diseñado con el propósito de una justificación personal, pero con el objetivo de mitigar la responsabilidad de su autor manipulando lo mejor posible su comportamiento, el de sus iguales y los grandes líderes de las SS, este documento proyecta una luz condenatoria sobre la génesis y evolución de la solución final y el sistema de [campos de] concentración». Para Pierre Vidal-Naquet, «Hoss multiplicó los detalles autobiográficos, los pequeños hechos verdaderos, los comentarios personales, los comentarios políticos más variados (incluida una denuncia de los campos soviéticos), las acusaciones antisemitas y antigitanas. No hay nada allí que huela a fabricado y dictado. [...] El testimonio de Hoss es obviamente solo de interés por lo que vio. También, naturalmente, merece ser criticado».
En su prefacio a la edición de 1995, la socióloga Geneviève Decrop estimó que es un documento importante por muchas razones: «la personalidad de su autor, quien fue uno de los que pudo decir en el proceso de Núremberg que Hitler habría sido inofensivo sin ejecutantes tan talentosos; la sinceridad de la confesión de Hoss, que es impugnada solo por los negacionistas, y de la cual la mayoría de los elementos, aparte de algunas imprecisiones, sobre todo en las cifras, fueron confirmados a posteriori por los historiadores; la claridad del texto y su carácter fáctico, que va más allá del vocabulario codificado utilizado por los nazis, en un momento en que se sabía poco sobre la solución final; el carácter casi único del testimonio; la posición de Hoss, que tiene un punto de vista suficientemente amplio». Para Annette Wieviorka, la autobiografía de Hoss «no es solo un testimonio de capital importancia histórica para comprender cuándo, cómo y por qué se hizo la elección de Auschwitz como el lugar de la “solución final” y cómo Hoss la puso en marcha en Birkenau, sino también una inmersión en las profundidades de un hombre». Según Primo Levi, quien presentó la edición italiana de 1985, se trata de «uno de los libros más instructivos que se han publicado, porque describe con precisión un itinerario humano que, a su manera, es ejemplar».
Este relato, al igual que las entrevistas a Franz Stangl por Gitta Sereny, presenta una característica especial: «Incluso cuando los personajes en cuestión se ven privados del criterio de humanidad, que podría aplicarse a los actos que han cometido, son extremadamente ansiosos de parecer, no como “hombres malos”, sino como personas cuya fortaleza moral no se vio socavada por las situaciones extremas en las que tuvieron lugar sus acciones».
Hannah Arendt, señalando un error sobre Adolf Eichmann, creía que este era un testimonio cuestionable. Aunque Laurence Rees utilizó con frecuencia la autobiografía de Hoss como fuente para su trabajo dedicado a Auschwitz, también subrayó las dificultades planteadas sobre este testimonio: «No solo tiende a presentarse como una víctima de las demandas de Himmler y la incompetencia de su equipo, sino también las fechas que da también frecuentemente parecen poco confiables». Jean-Claude Pressac fue mucho más crítico: al señalar los numerosos errores de fecha y las exageraciones sobre las cifras de muertos, indicó que «Hoss, a pesar de su rol en la solución final, ya no puede considerarse como un testigo confiable sobre las fechas y los números».

## Inexactitudes, contradicciones y controversias

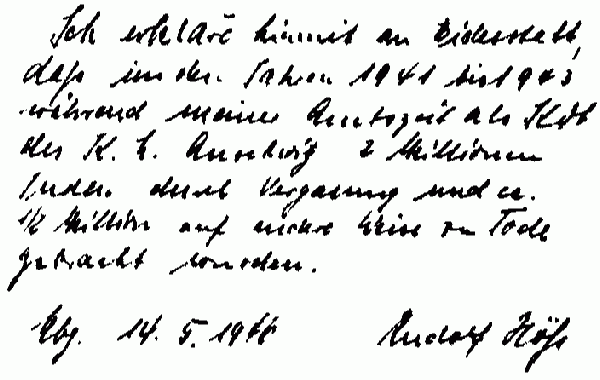
Extracto de su declaración ante el Tribunal Militar Internacional de Núremberg: «Por la presente declaro, bajo juramento, que entre 1941 y 1943, durante mi mandato como comandante del campo de concentración de Auschwitz, 2 millones de judíos fueron asesinados por gasificación y aproximadamente 1.5 millones fueron ejecutados por otros medios» (Ich erkläre hiermit an Eidesstatt, daß in den Jahren 1941 bis 1943 während meiner Amtszeit als Kdt des K.Z. Auschwitz 2 Millionen Juden durch Vergasung und ca. 1/2 Million auf andere Weise zu Tode gebracht wurden).

Según Geneviève Decrop, sus declaraciones del 14 de marzo y 5 de abril de 1946, su testimonio en los juicios de Núremberg y ante el Tribunal Supremo Nacional de Polonia y su autobiografía contienen errores, inexactitudes y contradicciones que han suscitado controversias, principalmente alimentadas por círculos negacionistas: «Aquellos que aún desafían e impugnan su testimonio tienen un interés formidable en él: han hecho de la negación del genocidio y las cámaras de gas su causa personal, que se esfuerzan por elevar a la condición de causa histórica. Es comprensible que el testimonio del comandante de Auschwitz sea una gran roca en su jardín».
Para Pressac, las confesiones del 14 de marzo son en general justas, pero están llenas de exageraciones impuestas y errores voluntarios: Hoss esperaba que se hicieran notar durante el juicio, lo que le daría la oportunidad de rectificarlos y mitigar su rol. El mismo autor enfatizó que la autobiografía está escrita sin documentación y que nadie puede, en ese momento, controlar su grado de veracidad.

### La orden de Himmler de junio de 1941
Tanto en su testimonio en los juicios de Núremberg como en su autobiografía, afirmó que se le ordenó transformar Auschwitz en un campo de exterminio como parte de la solución final durante una entrevista con Heinrich Himmler, en el verano de 1941, probablemente junio.
Ningún especialista en historia del Holocausto ha podido precisar esa fecha; aunque Raul Hilberg consideró que la entrevista fue durante el verano de 1941, probablemente en agosto, la mayoría de los autores sobre el tema ha estimado que tuvo lugar varios meses, incluso cerca de un año, más tarde. Hoss declaró que Himmler había elegido Auschwitz porque los centros de exterminio que ya existían en la zona oriental (Belzec, Sobibor y Treblinka) eran incapaces de llevar a cabo las acciones genocidas previstas hasta el final: estos centros de exterminio no comenzaron a operar hasta el verano de 1942. La confusión de la fecha era obvia en una de las entrevistas a Hoss por Leon Goldensohn: describió una visita de inspección a Treblinka, justo después de su entrevista con Himmler y antes del ensamblaje de las cámaras de gas en Birkenau, en antiguas granjas. Esta cronología era imposible, ya que el campo de exterminio de Treblinka comenzó sus actividades en julio de 1942.
Según Rees, la explicación más probable era que «Hoss fue engañado por su memoria y que esa entrevista pudo haber tenido lugar, pero en el verano de 1942; aunque Hoss se reunió con Himmler en junio de 1941, no era para recibir órdenes relacionadas con la “solución final”, sino para discutir los planes para la expansión de Auschwitz, particularmente en relación con el proyecto de IG Farben». Un análisis más detallado del testimonio de Hoss confirma que «colisionó» los acontecimientos de 1941 y 1942.

### El número de víctimas
En su testimonio en los juicios de Núremberg, estimó el número de asesinados en Auschwitz en 2 500 000. Ante la confusión que reinaba en ese momento sobre el total de víctimas, Leon Goldensohn le preguntó si la cifra no debería ser más grande, hacia los 3 000 000 o 4 000 000 de muertos, pero Hoss mantuvo su estimación, afirmando que no había archivos o nombres sobre los gaseados y los números son solo estimaciones aproximadas. En ese momento, el dato revelado por él no se percibía como una exageración; por el contrario, las estimaciones de las autoridades soviéticas en mayo de 1945, que ponían el número de muertos en Auschwitz en 4 000 000, fueron generalmente aceptadas y de alguna manera permanecieron como «datos canónicos» hasta finales de la década de 1970; los fundamentos del fallo del Tribunal Supremo Nacional de Polonia fijaron la cifra en 4 312 000 víctimas.
Según Pressac, el testimonio también contiene una exageración con respecto al número de cadáveres cremados al aire libre, desde finales de septiembre hasta finales de noviembre de 1942, estimado por Hoss en 100 000 y reducido por el historidador a la mitad.

### Las confesiones

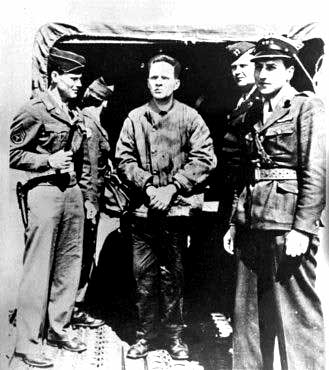
Hoss capturado por el operativo de búsqueda aliado.

Su esposa no reveló el escondite de su marido a la inteligencia militar británica, excepto bajo amenaza; también se reportaron los malos tratos a los que fue sometido Hoss durante su captura y sus primeros días de detención. Fue tan golpeado que el médico militar presente en el arresto que se dirigió al capitán a cargo de la operación, exclamando: «¡Detenedlos si no quieres llevar un cadáver!»; fue privado de sueño en sus primeros tres días en Heide y soldados con mangos de hacha recibieron instrucciones de sacudirlo ante la más mínima señal de somnolencia. Aunque después afirmó que a su traslado al Centro de Detención de Criminales de Guerra II en Minden sufrió un trato aún más brutal, sin dar más detalles, estas palabras no fueron confirmadas por ningún otro testimonio. Posteriormente, durante su detención en Núremberg y Cracovia, fue tratado bien, para su sorpresa.
Los abusos sufridos sirvieron de argumento para que el negacionista Robert Faurisson desacreditara las confesiones escritas del 14 de marzo y el 5 de abril de 1946, el testimonio en Núremberg como testigo y acusado, y la autobiografía. Según Faurisson, todos estos elementos se obtuvieron bajo coacción y tortura, lo que pondría en duda la confesión de Hoss.
Rees no descartó que las primeras confesiones del 14 de marzo de 1946 (donde contaba con un abogado) pudieron haberse obtenido bajo coacción, pero reiteró que posteriormente fueron confirmadas varias veces por él mismo, cuando tuvo la oportunidad de negarlas. Además, las especulaciones de Faurisson han sido refutadas por el académico John C. Zimmerman: «Ahora bien, los negacionistas nunca revelan que si lo sabemos [el hecho de que Hoss fue severamente maltratado] porque el propio Hoss lo escribió en sus memorias. Si sus guardias polacos hubieran intentado falsificar estas memorias o hacer que Hoss mintiera, esta información nunca habría aparecido».

## En la literatura
En 1952, se publicó la novela La mort est mon métier (La muerte es mi oficio) de Robert Merle, basada en gran medida en las entrevistas de Rudolf Hoss con el psicólogo estadounidense Gustave Gilbert durante los juicios de Núremberg, cuyo relato le parece más confiable que la autobiografía: «Hay una diferencia entre poner tus recuerdos en papel y ordenarlo y ser interrogado por un psicólogo...». La primera parte del libro es una obra de ficción, una «recreación variada e imaginaria de la vida de Rudolf Hoss [Rudolf Lang en la novela], según el resumen de Gilbert»; en cuanto a la segunda parte, que concierne a Auschwitz, Merle consideró que era el trabajo de un historiador. La obra persigue un objetivo claramente definido en el prefacio de la edición de 1972:

Ce qui est affreux et nous donne de l'espèce humaine une opinion désolée, c'est que pour mener à bien ses desseins, une société de ce type trouve invariablement les instruments zélés de ses crimes [...] Il y a eu sous le nazisme des centaines, des milliers de Rudolf Lang, moraux à l'intérieur de l'immoralité, consciencieux sans conscience, petits cadres que leur sérieux et leurs mérites portaient aux plus hauts emplois. Tout ce que Rudolf fit, il le fit non par méchanceté, mais au nom de l'impératif catégorique, par fidélité au chef, par soumission à l'ordre, par respect pour l'État. Bref, en homme de devoir : et c'est en cela justement qu'il est monstrueux.
Lo que es terrible y nos da una visión lamentable de la especie humana es que, para llevar a cabo sus propósitos, una sociedad de este tipo encuentra invariablemente los instrumentos celosos de sus crímenes. Bajo el nazismo había cientos, miles de Rudolf Lang, la moral dentro de la inmoralidad, concienzudo sin conciencia, pequeños ejecutivos que su seriedad y sus méritos los llevaron a los más altos puestos de trabajo. Todo lo que Rudolf hizo no lo fue por rencor, sino en nombre del imperativo categórico, por lealtad al jefe, por sumisión al orden, por respeto al Estado. En resumen, como un hombre del deber servicio, es precisamente por esto es que fue monstruoso.

Hoss es también una figura central en la novela Sophie's choice (La decisión de Sophie, 1979) de William Styron. En 2006, en su libro Les Bienveillantes (Las benévolas), Jonathan Littell mencionó muchas veces el encuentro entre Hoss y el personaje principal de la trama, Maximilien Aue. En este sentido, el autor admite que no tiene suficiente retrospectiva en comparación con las memorias.En 2014 Martin Amis publicó la novela La zona de interés, ambientada en Auschwitz, cuenta la historia de un oficial nazi que se ha enamorado de la esposa del comandante del campo, siendo este una versión ficticia de Rudolf Höss.

## En el cine
En 1982 se llevó al cine la adaptación de la novela La decisión de Sophie, (1979), de William Styron, con el mismo título La decisión de Sophie (película) por Alan J. Pakula. En 2023 se realizó la adaptación de la novela La zona de interés con el mismo título, dirigida por Jonathan Glazer.